# Bruno Forte
Mons. Bruno Forte (* 1. srpna 1949, Neapol) je italský římskokatolický duchovní, významný teolog a arcibiskup Chieti-Vasto.

## Život
Narodil se 1. srpna 1949 v Neapoli.
Vstoupil do arcibiskupského semináře v rodném městě. Po teologickém studiu byl 18. dubna 1973 kardinálem Corradem Ursim vysvěcen na kněze. Sloužil ve farnostech Nostra Signora del Sacro Cuore, Santa Maria della Sanità a Santa Maria del Soccorso. Pokračoval ve studiu v Tübingenu, Paříži a roku 1977 získal na Neapolské univerzitě titul z filosofie.
Je autorem několika děl o filosofii a spiritualitě. Vyučoval dogmatickou teologii na Papežské teologické fakultě Jižní Itálie, kde byl také děkanem. Dne 26. června 2004 jej papež Jan Pavel  II. jmenoval metropolitním arcibiskupem Chieti-Vasto. Biskupské svěcení přijal 8. září z rukou kardinála Josepha Ratzingera a spolusvětiteli byli kardinál Michele Giordano a arcibiskup Luigi Diligenza.

## Teologické dílo
Jeho četná díla se podle jeho projektu dělí do tří skupin:
- Symbolika víry (Simbolica della fede):
  - La parola della fede. Introduzione alla simbolica ecclesiale, San Paolo, Cinisello Balsamo (Milano) 1996, ISBN 9788821531286
  - La teologia come compagnia, memoria e profezia. Introduzione al senso e al metodo della teologia come storia, San Paolo, Cinisello Balsamo (Milano) 1987, ISBN 8821531295
  - Gesù di Nazaret, storia di Dio, Dio della storia. Saggio di una cristologia come storia, San Paolo, Cinisello Balsamo (Milano) 1981, ISBN 8821517136
  - Trinità come storia. Saggio sul Dio cristiano, San Paolo, Cinisello Balsamo (Milano) 1985, ISBN 8821509311
  - La chiesa della Trinità. Saggio sul mistero della Chiesa, comunione e missione, San Paolo, Cinisello Balsamo (Milano) 1995, ISBN 8821529592
  - L'eternità nel tempo. Saggio di antropologia ed etica sacramentale, San Paolo, Cinisello Balsamo (Milano), 1993, ISBN 8821526224
  - Teologia della storia. Saggio sulla rivelazione, l'inizio e il compimento, San Paolo, Cinisello Balsamo (Milano) 1991, ISBN 8821520951
  - Maria, la donna icona del mistero. Saggio di mariologia simbolico-narrativa, San Paolo, Cinisello Balsamo (Milano) 1989, ISBN 8821531309
- Dialogika lásky (Dialogica dell'amore):
  - La chiesa nell'eucaristia, D'Auria, Napoli 1975, ISBN 8870920097
  - La Chiesa, icona della Trinità. Breve ecclesiologia, Queriniana, Brescia 1984, 20129, ISBN 9788839912091
  - Laicato e laicità, Marietti Editore, Genova 1986, ISBN 8821168565
  - Cristologie del Novecento. Contributi di storia della cristologia ad una cristologia come storia, Queriniana, Brescia 1983, 20044, ISBN 9788839906458
  - Sui sentieri dell'Uno. Saggi di storia della teologia, San Paolo, Cinisello Balsamo (Milano), 1992, ISBN 8821525201
  - Confessio theologi. Ai filosofi, Cronopio, Napoli 1995, ISBN 8885414141
  - In ascolto dell'Altro. Filosofia e rivelazione, Morcelliana, Brescia 1995, ISBN 8837215878
  - Trinità per atei, Raffaello Cortina Editore, Milano 1996, ISBN 887078407X
- Poetika naděje (Poetica della speranza):
  - Sull'amore, D'Auria, Napoli 1988
  - Sul sacerdozio ministeriale. Due meditazioni teologiche, San Paolo, Cinisello Balsamo (Milano) 1989
  - Dove va il cristianesimo?, Queriniana, Brescia 2000, 20012, ISBN 9788839907714